# إدوارد رالف ماي
إدوارد رالف ماي (بالإنجليزية: Edward Ralph May)‏ هو محامي وسياسي أمريكي، ولد في 10 مايو 1819 في هارتفورد في الولايات المتحدة، وتوفي في 2 أغسطس 1852 بسبب كوليرا. حزبياً، نشط في الحزب الديمقراطي. وقد انتخب عضو مجلس نواب إنديانا.